# Johanna Wanka
Johanna Wanka (née Johanna Müller; 1 de abril de 1951) é uma política alemã, filiada à CDU. É desde 14 de fevereiro de 2013 Ministra da Educação e Pesquisa da Alemanha. Em 17 de dezembro de 2013 prestou juramento como ministra do Terceiro Gabinete Merkel.